# Manolo Cardona
Manuel „Manolo” Julián Cardona Molano (ur. 25 kwietnia 1977 w Popayán) – kolumbijski aktor telewizyjny, model i producent.

## Życiorys
Urodził się w Popayán, w Cauca, w Kolumbii jako syn Nancy Molano, psycholożki, i Enrique Javiera Cardony, który poświęcił swoje życie polityce i był burmistrzem Popayán. Miał czterech braci. Starszy, Francisco, został agentem i inżynierem, a młodszy, Juan José, studiował reżyserię filmową na Uniwersytecie Katalonii w Barcelonie w Hiszpanii. Jedną z jego największych pasji jest gra w piłkę nożną. Kiedy miał siedem lat, rodzina nadała mu przydomek „Manolo”. To później zostało użyte jako jego pseudonim artystyczny. W wieku 18 lat przeniósł się do Cali, gdzie studiował finanse i stosunki międzynarodowe. 
W bardzo młodym wieku rozpoczął pracę jako model w agencji modelek, do której został wprowadzony przez swojego starszego brata. W 1995 rozpoczął karierę aktorską w popularnym kolumbijskiej telenoweli Caracol Televisión Padres e hijos, w której grał przez trzy lata. W 1998 zdobył pierwszą główną rolę w operze mydlanej Carolina Barrantes. Zabłysnął rolą Sebastiána Domíngueza w telenoweli kolumbijskiej Wieczny płomień miłości (Gitanas, 2004-2005). Kiedy Mauricio Ochmann uzależnił się od kokainy, udał się na leczenie do kliniki odwykowej i musiał z dnia na dzień opuścić plan telenoweli Marina (2006-2007), od trzydziestego odcinka jego rolę Ricardo Alarcóna przejął Manolo Cardona. W 2009 za rolę ogrodnika Sama w komedii Raji Gosnella Cziłała z Beverly Hills (2008) zdobył nagrodę Imagen Foundation Awards.

## Życie prywatne
W latach 2002–2005 był związany z Barbarą Mori, odtwórczynią głównej roli Rubí Perez w telenoweli Cena Marzeń (2004). W 2012 poślubił Valeria Santos.

## Filmografia

### Seriale
- 2009 - El Cartel de los Sapos jako Martin
- 2015 - Narcos jako Eduardo Sandoval
- 2021 - Kto zabił Sarę? jako Alex Guzmán

### Filmy fabularne
- 2009 - Contracorriente jako Santiago
- 2008 - Cziłała z Beverly Hills jako Sam
- 2005 - Żona mojego brata (La Mujer de mi hermano) jako Gonzalo
- 2005 - Rosario Tijeras jako Emilio
- 2012 - Granica jako Roberto

### Telenowele
- 2006–2007 - Marina  jako Ricardo #2
- 2004–2005 - Wieczny płomień miłości (Gitanas) jako Sebastián Domínguez
- 2003 - Ladrón de corazones jako Gustavo Velasco
- 2001 - Amor a Mil jako John Hector Afanador
- 1999 - Dlaczego diabełki? (¿Por qué diablos?) jako młody Juan 'Diablo' Cantor
- 1998 - Carolina Barrantes
- 1995–98 - Padres e hijos jako Nicolas Franco